# Mais que Vencedores
Mais que Vencedores é o décimo álbum de estúdio da dupla sertaneja Rayssa & Ravel, lançado em 2006 pela gravadora MK Music.
Com produção musical e arranjos de Rogério Vieira, o disco foi o terceiro e último projeto da dupla com canções exclusivamente pentecostais.
O álbum recebeu o disco de ouro pela ABPD.

## Antecedentes
Após largo período lançando álbuns plenamente sertanejos, Rayssa & Ravel iniciou uma incursão pelo pentecostal com o projeto Inesquecível, lançado em 2002. Do ponto de vista comercial, foi a fase mais popular da dupla, que lançou em 2004 Além do Nosso Olhar, com a mesma proposta musical. Mas em 2005, por sua vez, a dupla liberou Apaixonando Você, que apesar de ter recebido disco de ouro por mais de 50 mil cópias comercializadas, dividiu opiniões da crítica. Em 2006, a dupla resolveu novamente retornar ao pentecostal.

## Gravação
O álbum foi o primeiro de três trabalhos de Rayssa & Ravel produzidos pelo tecladista Rogério Vieira, que deu uma sonoridade mais pop, apesar de ainda pentecostal, para a obra. Na ocasião de lançamento, o projeto foi anunciado como dotado de um "estilo pentecostal renovado". Na obra, a dupla manteve compositores de álbuns anteriores, com a inclusão de novos nomes como Marcelo Dias e Fabiana e Moisés Cleyton.

## Lançamento e recepção
| Críticas profissionais | Críticas profissionais |
| Avaliações da crítica  | Avaliações da crítica  |
| Fonte                  | Avaliação              |
| ---------------------- | ---------------------- |
| Super Gospel           | [ 5 ]                  |

Mais que Vencedores foi lançado pela gravadora MK Music em 2006 e recebeu disco de ouro por mais de 50 mil cópias vendidas em 2008.
Retrospectivamente, a obra recebeu cotação de 2,5 estrelas de 5 no portal Super Gospel. No texto, foi considerado que "Pelo fato do produtor ser muito mais presente em álbuns pop e congregacionais, alguns arranjos, efeitos e loops extrapolam o gênero, características que o tornam diferente dos dois trabalhos pentecostais antecessores".

## Faixas
1. Questão De Honra (Marcelo Dias e Fabiana)
2. Momento Certo (Denny)
3. Exército Santo (Moisés Cleyton)
4. O meu Melhor (Ronaldo Martins)
5. No partir Do Pão (Samuel Santos (Daniel e Samuel)
6. Segredos e Mistérios (Elizeu Gomes)
7. Ouse Sonhar (Ravel e Rayssa)
8. O Rei e o Plebeu (Moisés Cleyton)
9. Mais Que Vencedores (Denny)
10. Especialista Em Coração (Ravel e Rayssa)
11. Rastro de Unção (Elaine De Jesus, Ravel e Rayssa)
12. Um Só Deus (Trindade) (Rayssa e Ravel)